# Động đất Vân Nam 2012
Một loạt trận động đất ở Vân Nam vào tháng 9 năm 2012 tại huyện Di Lương, thành phố Chiêu Thông, tỉnh Vân Nam, Trung Quốc, làm thiệt mạng ít nhất 81 người và hơn 821 người khác bị thương. Theo các giới chức, ít nhất có 100.000 sơ tán và hơn 20.000 ngôi nhà bị phá hỏng.

## Động đất
Có hai trận động đất với cường độ trên 5, và chúng hợp thành một trận động đất kép.
| Ngày                    | Giờ (UTC) | Cường độ | Vĩ độ    | Kinh độ   | Độ sâu  |
| ----------------------- | --------- | -------- | -------- | --------- | ------- |
| ngày 7 tháng 9 năm 2012 | 03:19:42  | Mw 5,6   | 27,541°B | 103,973°Đ | 10,0 km |
| ngày 7 tháng 9 năm 2012 | 04:16:30  | Mw 5,6   | 27,582°B | 103,990°Đ | 9,8 km  |

Hai đợt rung động lớn nhất này được thông báo là các sự kiện chính trong một chuỗi gồm trên 60 dư chấn. Ngoài Vân Nam và Quý Châu ra thì rung động còn cảm nhận được ở Tứ Xuyên và Trùng Khánh.